# زمالة (الطب)
الزمالة في الطب (بالإنجليزية: Fellowship)‏ هي برنامج تدريبي علمي وعملي للأطباء البشريين وأطباء الأسنان يبدأ هذا البرنامج عادةً بعد انتهاء الطبيب من برنامج الاختصاص (الإقامة). خلال فترة التدريب هذه (والتي تكون عادةً أكثر من سنة واحدة) يُطلق على الطبيب مسمى «طبيب زميل» ويكون قادر على القيام بدور الطبيب المعالج أو الطبيب الاستشاري في المجال الاختصاصي الذي تدرب عليه، مثل طب الباطنة أو طب الأطفال. 
بعد الانتهاء من الزمالة في التخصصات الفرعية ذات الصلة يسمح للطبيب ممارسة العمل دون إشراف مباشر من قبل الأطباء الآخرين, ويحصل الطبيب على شهادة مهنية تؤهله ليكون اخصائياً على مستوى عال.

## مدة التدريب
تختلف مدة التدريب لنيل الزمالة حسب الدولة التي يتم عمل الزمالة فيها وحسب نوعية الاختصاص الطبي المطلوب, لكن تمتد فترة التدريب عادةً بين 3-6 سنوات.